# Motorola RAZR D1
Motorola Razr D1 é um smartphone produzido pela companhia norte-americana Motorola, e lançado em março de 2013. 
O modelo utiliza o sistema operacional Android 4.4.2 (Kit Kat), e tem um processador de núcleo único, com velocidade de 1 GHz.  Existe uma versão do produto com acesso à TV digital (XT918).